# フェルナンド・ボテロ
フェルナンド・ボテロ （Fernando Botero、本名：フェルナンド・ボテロ・アングーロ（Fernando Botero Angulo）、1932年4月19日 - 2023年9月15日） は、コロンビアのネオ・フィギュラティブ（Nueva Figuración）の画家・彫刻家。最もコロンビア人らしい芸術家"と呼ばれる。彼は全ての創作活動において、色と形を通して彼自身と主題の主要な部分をとらえようとする。作品には静物画や風景画も存在するが、肖像画を最も重視する傾向にあり、人間や動物を誇張されたふくよかな体型で表現した作品で注目されるようになった。彼が"太った人々"を描くことを選んだ理由を、評論家たちはしばしば事物や状況を風刺するためだと解釈するが、これについてボテロ自身は次のように説明している。 
「芸術家は理由など知らずにある形にひきつけられる。You adopt a position intuitively.理屈を付けて正当化するのは後からすることだ。」 
ボテロは言葉や、色、形、比率の選択といったものの最も根本的な感性を直感的な美的思考に求める抽象芸術家である。しかし、彼の作品はコロンビア育ちが反映され、コロンビア社会の風土がすべての作品に影響している。 

## 略歴
ボテロは、まだバロック様式の教会の残るコロンビアのメデジンに生まれ、少年時代は美術館のような伝統的な芸術資産からは隔絶した環境で育った。このことを含めてコロンビア時代は彼の芸術に大きな影響を与えた。(下記参照)

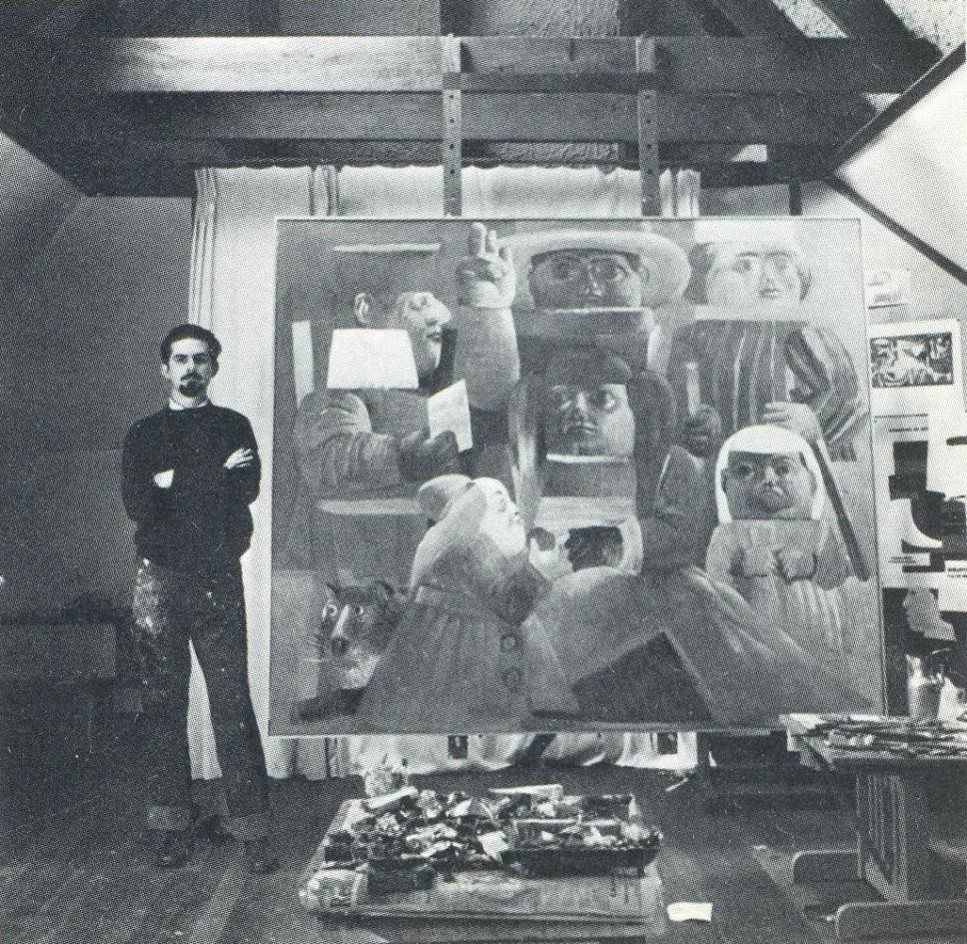
「Camera degli Sposi(アンドレア・マンテーニャ作品Camera degli Sposiへのオマージュ)」1958年

### コロンビアの影響
「コロンビアの子供たちは教会へ行くと、Madonnaを見ます。それはとてもきれいで完璧です。南アメリカでは磁器のような完璧さは美の非常に大きな部分を占めています。ラテンアメリカの彫刻は、スペインの木の彫刻より多色でもっとなめらかで陶磁器のようです。だからヨーロッパや北アメリカとは対照的に、とても幼い頃から芸術と美の概念をつなぐのです。私は芸術は美であるという理想とともに育ちました。私はこれまでの全生涯、視覚的な完璧さをつくる全ての要素を見つけるための、美である芸術を生み出すことに挑んできました。あなたが私のような背景を持っていたなら、美術によって損なわれてしまうことは出来ないでしょう。なぜなら本当にそれを見たことは決してないからです。もしあなたがパリに生まれたなら、あなたはどこでも芸術を見ることが出来る。だからあなた自身が芸術をつくり出すようになるまでに、あなたは台無しにされてしまう。あなたはそのような美に飽きて他のことを求めるようになるでしょう。しかし私は全く違いました。私は美に飽きませんでした。私はそれに飢えていたのです。」
以上はFernando Botero Paintings and Drawings. Ed. Werner Spies. Munich: Prestel-Verlag, 1992. Translated from German edition Fernando Botero: Bilder, Zeichnungen, Skulpturen.からの引用。Peter Stepanが1986年5月8日にミュンヘンで行ったインタビューより。
その後、ヨーロッパに渡り絵画を学び、後にニューヨークに移住。1973年からは彫刻も製作するようになる。
2000年、彼は個人コレクション208点をボテロ博物館に寄贈した。
2004年、1999年から2004年にかけて製作した、コロンビアの長期にわたる内戦の情景を描いた23枚の油絵と27枚のデッサンをコロンビア国立博物館に寄贈し、5月4日から6月11日にかけて公開された。

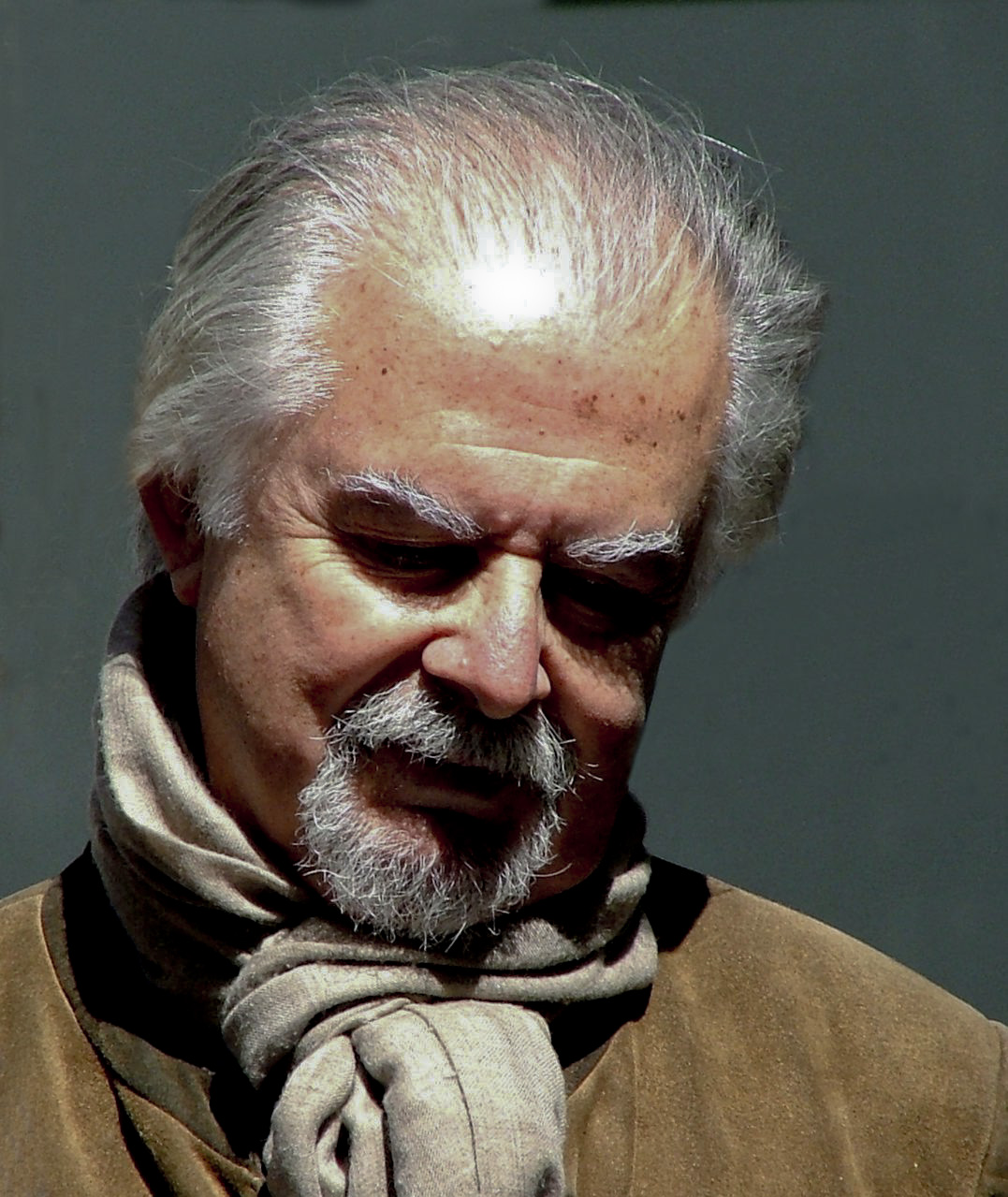
2006年

2005年、アブグレイブ収容所での米兵による囚人の拷問と虐待を描いた50枚の絵画を発表し、事件が芸術家に与えた怒りと衝撃を表現した。この作品はイタリア、ドイツ、ギリシャで公開され、2006年10月にはニューヨークでも展示された。ボテロはこの作品を売却する予定はないが、代わりに事件を記憶するためのものとして美術館に寄付するつもりだという。
2018年、カナダ人のドン・ミラー監督によるドキュメンタリー映画「Botero」が制作された。
2022年、4月29日から7月23日までBunkamuraザ・ミュージアムにて、7月16日から9月25日まで名古屋市美術館にて、10月8日から12月11日まで京都市京セラ美術館にて、「ボテロ展 ふくよかな魔法」開催｡
2023年9月15日に死去。91歳没。

## 展示会
- "Botero at Ebisu" (2004年・東京)
- "Fernando Botero" (2006年・アテネ)

### 作品

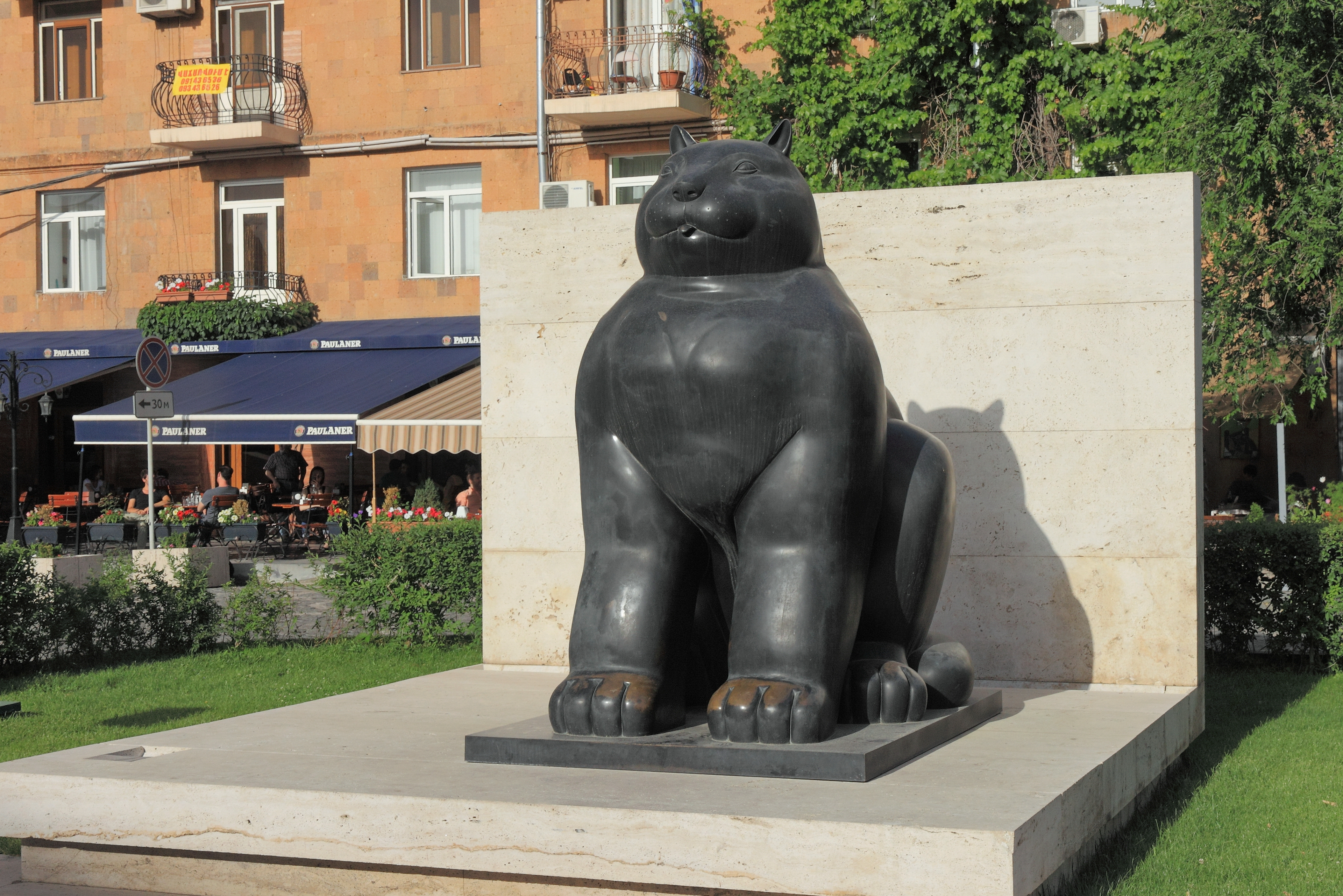
「Cat」アルメニアエレバン・カスケード2014年

- Via Crucis（フランス語版） (2011年)
- Roman Warrior
- Circus People (2008)
- Smoking woman
- The Seamstresses
- The Dancers
- Woman Drinking With Cat
- Totero
- Orange
- Maternity (2006)
- Abu Ghraib (2005)
- Melancholy (1989)
- Cardinal (1998)
- The Hand（英語版）(1994年)
- Man on Horse (1992)
- 鏡の前の女（英語版）(1987)